# Реабілітаційні процеси в Україні
Реабілітаційні процеси в Україні — комплекс заходів, здійснюваних державою для поновлення репутації, доброго імені громадян, незаконно притягнутих до кримінальної відповідальності в період утвердження і функціонування в Україні тоталітарного режиму. Реабілітація жертв політичних репресій в СРСР, у т. ч. і в УРСР, розпочалася після смерті Й.Сталіна, у часи «хрущовської відлиги». Початку масової реабілітації передував Указ Президії ВР СРСР від 27 березня 1953 про часткову амністію ув’язнених. Законодавчий акт не передбачав амністії громадян, засуджених за контрреволюційні злочини на строк, більший ніж 5 років, проте був кроком на шляху десталінізації радянського суспільства.

## 1953
Процес реабілітації розпочався у вересні 1953, коли Верховному суду СРСР було надано право переглядати рішення колишніх колегій ДПУ, «трійок» і «особливої наради» при НКВС/ МДБ/МВС СРСР за протестами генерального прокурора СРСР. Перші рішення щодо реабілітації приймалися з обережністю, урахуванням розстановки сил у політичному керівництві країни. 1953 здійснено перегляд справ окремих сталінських репресій — партійних і державних діячів та членів їхніх сімей. Відносної масовості процес звільнення незаконно репресованих громадян із концтаборів та в’язниць набув у травні 1954 із прийняттям постанови РМ СРСР «Про перегляд кримінальних справ на осіб, засуджених за контрреволюційні злочини, що утримуються в таборах, колоніях і тюрмах МВС СРСР і знаходяться в засланні на поселенні». Урядове рішення передбачало створення центральної і місцевих комісій, наділених особливими правами та повноваженнями щодо перегляду кримінальних справ засуджених за контрреволюц. злочини. Центральну комісію очолив генеральний прокурор СРСР Р.Руденко. На виконання постанови союзного уряду було створено комісію в УРСР, до якої увійшли секретар ЦК КПУ М.Підгорний, прокурор УРСР Д.Панасюк, заступник завідувача відділу адміністративних та торгово-фінансових органів ЦК КПУ 
І.Голинний. В усіх областях були сформовані комісії з перегляду кримінальних справ спеціальної підсудності осіб, які відбували покарання у виправно-трудових таборах, колоніях та в'язницях МВС СРСР, перебували в засланні, на поселеннях за вчинення контрреволюційних злочинів. Для вивчення становища спецпоселенців була створена спеціальна комісія президії ЦК КПРС у складі генерального прокурора СРСР Р.Руденка, міністра внутрішніх справ СРСР С.Круглова, міністра державної безпеки СРСР І.Сєрова, міністра юстиції СРСР К.Горшеніна та ін., котра підготувала постанову РМ СРСР «Про зняття деяких обмежень у правовому становищі спецпоселенців» від 5 липня 1954, на основі якої звільнялися від заслання раніше засуджені особи строком до 5 років за «антирадянську діяльність» і втрачали силу обмеження по спецпоселенню розкуркулених громадян. Упродовж 1954 — початку 1956 було звільнено близько 15 тис. незаконно репресованих громадян, з яких 1801 повністю реабілітований.

## ХХ з'їзд КПРС
Подальшим кроком у реабілітації став ХХ з'їзд КПРС, на закритому засіданні якого вперше прозвучала критика культу особи Й.Сталіна, було викрито насильницькі депортації народів, засуджено застосування репресій проти ідеологічних противників. Відповідно до Указу Президії ВР СРСР від 24 березня 1956 «Про розгляд справ на осіб, що відбувають покарання за політичні, службові і господарські злочини» в Україні було створено 13 комісій, яким надавалося право на місцях, після особистого ознайомлення із засудженими, приймати остаточне рішення щодо звільнення їх з-під варти, подальшого утримання в місцях позбавлення волі. Одночасно з роботою комісій Президії ВР СРСР проводився перегляд архівно-слідчих справ про державні злочини органами прокуратури УРСР. Як правило, переглядалися справи лише тих засуджених за політичні злочини, від яких надійшли скарги чи заяви від їхніх рідних або творчих спілок, громадських організацій. Одночасно вибірково здійснювалася громадянська реабілітація державних та партійних працівників, діячів науки і культури. 1956—59 було повністю реабілітовано 250 тис. осіб (переважно посмертно), до рідних домівок повернулися десятки тисяч в’язнів ГУЛАГу. Рішення ХХ з’їзду КПРС сприяли юридичній та громадянській реабілітації ряду партійних, державних, військових діячів, поверненню в українську культуру імен незаслужено забутих або несправедливо репресованих письменників: В.Елланського (Блакитного), Г.Косинки, Івана Микитенка, М.Куліша, Зінаїди Тулуб, В.Чумака, Д.Фальківського та ін.
Поряд із процедурою відновлення доброго імені громадян, які постраждали в період сталінських репресій, відбувався процес поновлення в лавах КПРС, розглядалися питання реабілітації репресованих народів (німців, кримських татар, болгар, греків) та різних категорій спецпоселенців. Проте реабілітаційні процеси 2-ї пол. 1950-х — поч. 1960-х рр. мали обмежений характер. Більшість громадян, засуджених за політичними звинуваченнями, не отримали повної реабілітації, а їхні права (поновлення на колишньому місці роботи, повернення конфіскованого майна, компенсація за завдані збитки) не були повністю відновлені. Не підлягали перегляду кримінальні справи жертв політичних процесів, сфабрикованих у 1920-х — на початку 1930-х рр., активних діячів Організації українських націоналістів і Української повстанської армії, партійних діячів та інтелігенції, репресованих за звинуваченнями «в причетності до українського буржуазного націоналізму». Не виправдав сподівань репресованих народів прийнятий у квітні 1956 Указ Президії ВР СРСР «Про зняття обмежень по спецпоселенню з кримських татар, балкарців, турків — громадян СРСР, курдів, хемшилів та членів їх сімей, виселених у період Великої Вітчизняної війни», який позбавляв їх права на повернення на історичну батьківщину.
У серед. 1960-х рр. процес реабілітації було фактично припинено. Кількість переглянутих справ щорічно зменшувалася, перевірки проводилися лише за особистою заявою громадян або їхніх родичів.

## Перебудова
Нова хвиля реабілітації припала на часи горбачовської «перебудови». Постановою політбюро ЦК КПРС від 11 липня 1988 «Про додаткові заходи по завершенню роботи, пов’язаної з реабілітацією необґрунтовано репресованих в 30—40-і роки і початку 50-х років» було доручено прокуратурі СРСР та КДБ СРСР разом із місцевими органами влади продовжити роботу з перегляду справ осіб, репресованих у 1930—1940-ві рр., без необхідності наявності заяв про реабілітацію та скарг від репресованих громадян. У січні 1989 Президія ВР СРСР прийняла Указ «Про додаткові заходи по відновленню справедливості щодо жертв репресій, які мали місце в період 30—40-х і початку 50-х років», що передбачав перегляд архівних кримінальних справ, рішення в яких приймалися несудовими органами. Усі громадяни, котрі були піддані репресіям з боку «двійок», «трійок» НКВС — управлінь НКВС, колегій ОДПУ, «особливих нарад» НКВС, були реабілітовані — за виключенням зрадників Батьківщини, карателів, нацистських злочинців, працівників правоохоронних органів, які займалися фальсифікацією кримінальних справ, а також осіб, що здійснили вбивства.
Поза увагою владних структур залишалися пропозиції громадськості щодо реабілітації громадян, репресованих за політичними статтями в 1920-х — 1-й пол. 1980-х рр. Прийнятий 17 квітня 1991 Закон України «Про реабілітацію жертв політичних репресій на Україні» поширювався на всіх необґрунтовано засуджених судами України або репресованих на території України іншими державними органами в будь-якій формі за період з 1917 по 1991. Відповідно до вимог Закону УРСР від 17 квітня 1991 та постанови ВР України від 24 грудня 1993 «Про тлумачення Закону України “Про реабілітацію жертв політичних репресій на Україні”» органами прокуратури та судами впродовж 1991—2001 було реабілітовано 248 тис. 810 громадян (усього в ході реабілітаційних заходів у 2-й пол. 1950-х — 2000-х рр. було реабілітовано 740 тис. 120 громадян), безпідставно засуджених за антирадянську агітацію, порушення закону про відокремлення Церкви від держави, а також членів ОУН—УПА у кримінальних справах, в яких немає доказів про їхню причетність до вбивства та інших насильницьких дій.